# Château de la Cueille
Le château de La Cueille est cité dès le XIIIe siècle (La Cuolly, La Cuyllie). Il est situé au hameau de La Cueille, sur la commune de Poncin dans le département français de l'Ain, en région Auvergne-Rhône-Alpes.

## Situation
Le château de La Cueille s'élève sur un éperon dominant la rivière d’Ain de 70 m, à 3 km en amont du bourg de Poncin ; il est accompagné d'un petit village viticole (Vin AOC de Cerdon) et d'une chapelle gothique. Sa situation en faisait un lieu stratégique pour le contrôle de la rivière qui autrefois servait de frontière entre la Bresse et le Bugey et qui connaissait un trafic intense de radeaux conduisant les sapins du Bugey et du Jura vers Lyon et la Méditerranée.

## Histoire
Le château est cité dès le XIIIe siècle, comme maison forte (domus de Cuoli) appartenant à l'un des membres de la grande famille de Coligny. Le possesseur de ce château se plaça dès la fin du XIIIe siècle sous la protection des Sires de Thoire et Villars, les « rois des Montagnes ».
En 1299, Etienne de Coligny vendit ce château à Humbert de Luyrieux qui en fit hommage au sire de Thoire-Villars en 1304.
La famille de Luyrieu posséda La Cueille jusqu'au mariage de la dernière descendante, Phillippa-Françoise, fille d'Humbert de Luyrieu et de Catherine de Bourgogne, avec François Mareschal, chevalier, seigneur de Meximieux, à qui elle le remit en dot vers 1500. Catherine de Bourgogne, fille naturelle de Philippe le Bon, l’homme le plus puissant d’Europe en son temps, était donc la demi-sœur de Charles Le Téméraire. C’est à la famille de Luyrieux que l’on doit les parties anciennes du château remontant aux XIVe et XVe siècles.
Des Maréchal, le château et la seigneurie passèrent aux La Chambre, puis, en 1639, aux La Poype de Granet et enfin, au XVIIIe siècle, aux de Quinson qui en étaient encore propriétaires en 1789.
Au XIXe siècle, La Cueille appartint aux de Seyssel, puis à Joachim Chavent qui entreprit la restauration du château vers 1860 (architectes Giroud de Saône-et-Loire et Savy de Lyon),. Les travaux furent ensuite poursuivis par sa veuve.
Au XXe siècle le château et ses dépendances passèrent à la famille de Montalembert héritière des Chavent. Le 30 décembre 1947, Philippe de Gaulle, le fils du général, épousait à la mairie de Poncin Henriette de Montalembert qui résidait alors à La Cueille.
Depuis 2021 le château appartient à la famille Poret qui en a entrepris la remise en état en vue de son ouverture au public.

## Description
Le château de La Cueille présente un plan à peu près triangulaire dont chaque côté mesure environ 65 m. L’enceinte comportait autrefois au moins sept tours, une à chaque angle et une au milieu de chaque côté ; la septième, la plus grosse, située sur le côté nord, face au hameau, formait le donjon. De nos jours, il subsiste deux tours d’angle (une carrée et une ronde) et le donjon carré. Ce donjon construit par un seigneur de Luyrieux, comme en témoignent des restes d’armoiries sculptées (d’or au chevron de sable), remonte, selon toute vraisemblance, au XIVe siècle. Il comporte une belle salle (la aula) couverte de voûtes sur croisées d’ogives, de deux travées, chauffée par une grande cheminée.
À la fin du XVIIIe siècle on aplanit la cour intérieure et on arasa les tours des courtines sud-est et ouest pour constituer une grande terrasse ouvrant sur la vallée de l’Ain. Contre le côté nord, à l’extérieur de l’enceinte et à l’emplacement des fossés, on a construit au XIXe siècle des dépendances pour l’exploitation des vignobles du domaine.